# 남부피그미생쥐
남부피그미생쥐(Baiomys musculus)는 비단털쥐과에 속하는 설치류의 일종이다. 엘살바도르와 과테말라, 온두라스, 멕시코, 니카라과에서 발견된다.